# Système moderne de classement des sanctuaires shinto

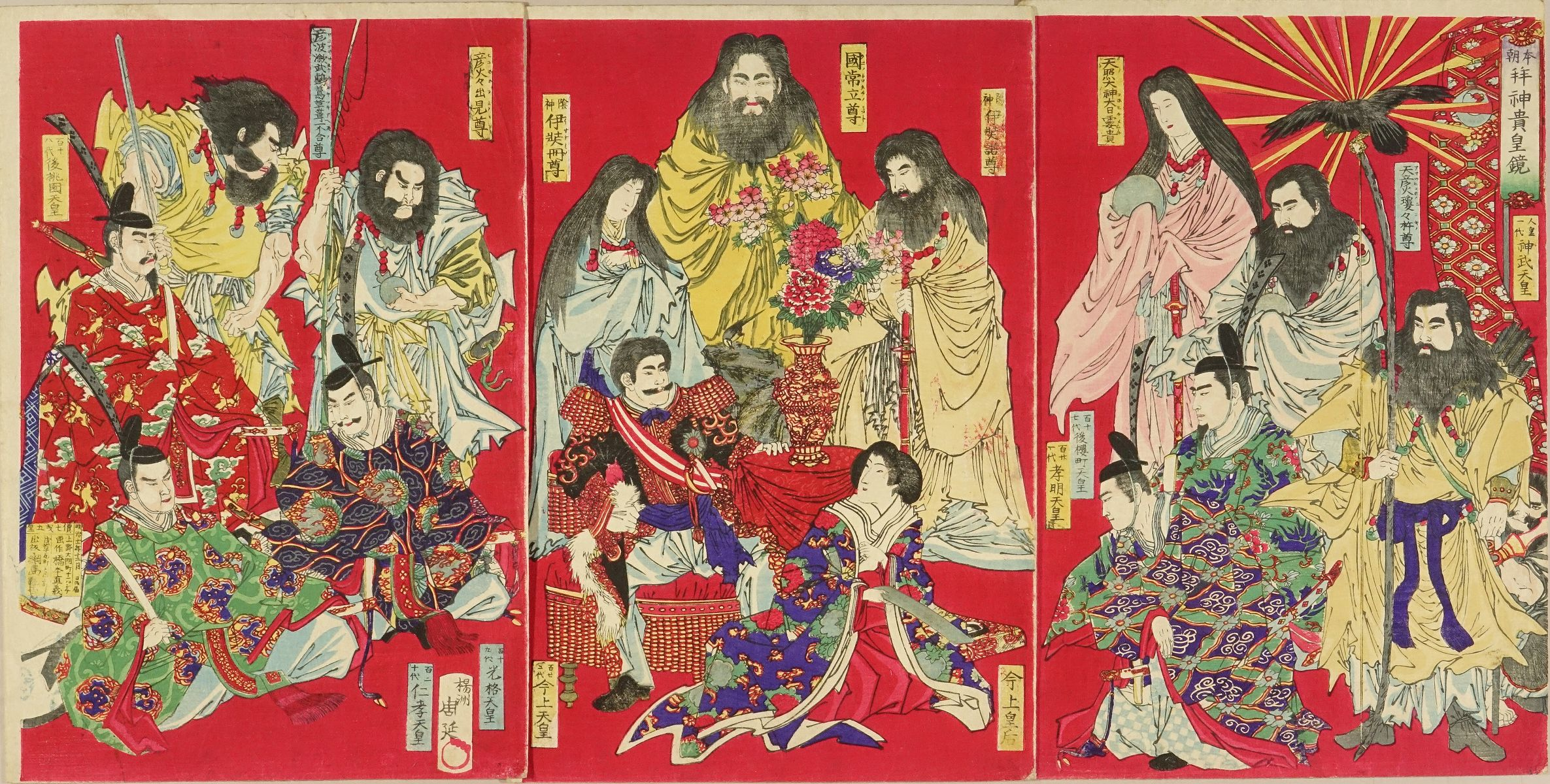
Gravure (1878) de Yōshū Chikanobu (1838-1912). Les personnages représentés sur ces trois panneaux sont :
- Au centre, à l'avant : l'empereur Meiji assis sur une chaise occidentale avec son épouse, l'impératrice Shōken, assise à l'arrière-plan. Le couple impérial est accompagné derrière et sur les panneaux latéraux d'un ensemble de kamis shinto et de personnages historiques du Japon. À l'arrière : les kamis Izanami, Kunitokotatchi et Izanagi.
- À droite, à l'avant : l'empereur Kōmei (assis au premier-plan), l'impératrice Go-Sakuramachi (présentée ici comme un homme avec une fausse barbiche), et l'empereur Jimmu (portant un arc rugueux et un aigle perché). À l'arrière : le kami Amaterasu (debout et portant les trois trésors sacrées du Japon) et Ninigi-no-Mikoto (qui a le premier apporté sur Terre les insignes impériaux : l'épée Kusanagi, le miroir Yata-no-Kagami, et le joyau Yasakani-no-magatama).
- À gauche, à l'avant : l'empereur Go-Momozono (vêtu en rouge), l'empereur Kōkaku (vêtu en noir) et l'empereur Ninkō (vêtu en vert). À l'arrière : les kamis Hiko-hohodemi (vêtu de blanc) et Ugayafukiaezu (vêtu de jaune).

Le système moderne de classement des sanctuaires shinto (近代社格制度, Kindai Shakaku Seido) (parfois simplement appelé shakaku (社格), constitue l'aspect d’organisation du shintoïsme d'État japonais. Ce système classe les sanctuaires shinto en sanctuaires officiels du gouvernement ou en « autres » sanctuaires. Les sanctuaires officiels sont divisés en :
1. Sanctuaires impériaux (kampeisha), répartis en sous-catégories de sanctuaires mineurs, moyens ou supérieurs ;
2. Sanctuaires nationaux (kokuheisha), classés de façon similaire en sanctuaires mineurs, moyens, ou supérieurs[1].

Certains sanctuaires sont les « premiers sanctuaires » appelés ichi-no-miya qui ont le plus haut rang dans leurs provinces du Japon respectives.

## Histoire
En 1871, un décret impérial établit un classement hiérarchique des sanctuaires shintoïstes. Ces classements sont annulés en 1946, lorsque de tels classements sont jugés relever du shintoïsme d'État par la directive shinto des forces d'occupation. L'organisation privée Jinja Honcho ne dispose pas de système de classement.

## Lekanpei-sha
En 1871, le kanpei-sha (官幣社) identifie la hiérarchie des sanctuaires soutenus par le gouvernement les plus étroitement associés à la famille impériale. Les kampeisha sont des sanctuaires vénérés par la famille impériale. Cette catégorie comprend les sanctuaires où sont vénérés les empereurs, les membres de la famille impériale ou les obligés méritoires de la famille impériale.

### Sanctuaires impériaux de1errang
Les sanctuaires impériaux les plus mieux classés ou kanpei-taisha (官幣大社) sont au nombre de 67.
| Nom                         | Emplacement                 | Notes |
| --------------------------- | --------------------------- | --- |
| Kamigamo-jinja              | Kita-ku, Kyoto              | Ichi-no-miya de la province de Yamashiro ; un des vingt-deux sanctuaires ; Wake-ikazuchi-no-kami                                 |
| Kamo-jinja                  | Sakyō-ku, Kyoto             | Ichi-no-miya de la province de Yamashiro ; un des vingt-deux sanctuaires ; Tamayori-hime-no-mikoto ; Kamo Taeketsunumi-no-mikoto |
| Iwashimizu Hachiman-gū      | Yawata                      | Un des vingt-deux sanctuaires ; Homuda-wakeno-mikoto (empereur Ojin) ; Okinaga-tarashi-hime-no-mikoto (impératrice Jingū)        |
| Matsunoo-taisha             | Ukyō-ku, Kyoto              | Un des vingt-deux sanctuaires ; Oyamagui-no-mikoto ; Nakatsushima-hime-no-mikoto                                                 |
| Hirano-jinja                | Kita-ku, Kyoto              | Un des vingt-deux sanctuaires ; Imakino-kami, Kudo-no-kami ; Furuaki-no-kami, Hime-kami                                          |
| Fushimi Inari-taisha        | Fushimi-ku, Kyoto           | Un des vingt-deux sanctuaires |
| Ōmiwa-jinja                 | Sakurai, préfecture de Nara | Ichi-no-miya de la province de Yamato ; un des vingt-deux sanctuaires                                                            |
| Ōyamato-jinja               | Tenri, Nara                 | Un des vingt-deux sanctuaires |
| Isonokami-jingū             | Tenri, Nara                 | Un des vingt-deux sanctuaires |
| Kasuga-taisha               | Nara                        | Un des vingt-deux sanctuaires |
| Hirose-jinja                | Kawai, Nara                 | Un des vingt-deux sanctuaires |
| Tatsuta-taisha              | Sangō, Nara                 | Un des vingt-deux sanctuaires |
| Niukawakami-jinja           | Higashiyoshino, Nara        | Un des vingt-deux sanctuaires |
| Hiraoka-jinja               | Higashiosaka, Osaka         | Ichi-no-miya de la province de Kawachi                                                                                           |
| Ōtori-taisha                | Sakai, Osaka                | Ichi-no-miya de la province d'Izumi                                                                                              |
| Sumiyoshi-taisha            | Sumiyoshi-ku, Osaka         | Ichi-no-miya de la province de Settsu ; un des vingt-deux sanctuaires                                                            |
| Ikukunitama-jinja           | Tennōji-ku, Osaka           | |
| Hirota-jinja                | Nishinomiya, Hyōgo          | Un des vingt-deux sanctuaires |
| Hikawa-jinja                | Saitama                     | Ichi-no-miya de la province de Musashi                                                                                           |
| Awa-jinja                   | Tateyama, Chiba             | Ichi-no-miya de la province d'Awa                                                                                                |
| Katori-jingū                | Katori, Chiba               | Ichi-no-miya de la province de Shimosa                                                                                           |
| Kashima-jingū               | Kashima, Ibaraki            | Ichi-no-miya de la province d'Hitachi                                                                                            |
| Mishima-taisha              | Michima                     | Ichi-no-miya de la province d'Izu                                                                                                |
| Atsuta-jingū                | Atsuta-ku, Nagoya           | |
| Hinokuma-jingū              | Wakayama                    | Ichi-no-miya de la province de Kii                                                                                               |
| Kunikakasu jingū            | Wakayama                    | Ichi-no-miya de la province de Kii                                                                                               |
| Izumo-taisha                | Izumo, Shimane              | Ichi-no-miya de la province d'Izumo                                                                                              |
| Usa Hachiman-gū             | Usa                         | Ichi-no-miya de la province de Buzen                                                                                             |
| Izanagi-jingū               | Awaji                       | Ichi-no-miya de la province d'Awaji                                                                                              |
| Kashii-gū                   | Higashi-ku, Fukuoka         | |
| Miyazaki jingū              | Miyazaki                    | |
| Kashihara-jingū             | Kashihara, Nara             | |
| Heian-jingū                 | Sakyō-ku, Kyoto             | |
| Kehi-jingū                  | Tsuruga, Fukui              | Ichi-no-miya de la province d'Echizen                                                                                            |
| Kagoshima-jingū             | Kirishima, Kagoshima        | Ichi-no-miya de la province d'Ōsumi                                                                                              |
| Udo-jingū                   | Nichinan                    | |
| Asama-jinja                 | Fujinomiya, Shizuoka        | Konohana-sakuya-hime-no-mitoko                                                                                                   |
| Takebe-taisha               | Ōtsu, Shiga                 | Yamato-takeru-no-mitoko |
| Hokkaidō-jingū              | Sapporo, Hokkaidō           | Ichi-no-miya de la province d'Ezo                                                                                                |
| Munakata-taisha             | Munakata, Fukuoka           | |
| Yoshino-jingū               | Yoshino                     | |
| Taiwan-jingū                | Taipei, Taiwan              | À présent disparu |
| Karafuto-jinja              | Ioujno-Sakhalinsk, Karafuto | À présent disparu |
| Yasaka-jinja                | Higashiyama-ku, Kyoto       | Un des vingt-deux sanctuaires |
| Itsukushima-jinja           | Hatsukaichi, Hiroshima      | Ichi-no-miya de la province d'Aki                                                                                                |
| Hie-jinja                   | Chiyoda, Tokyo              | Oyamagui-no-kami |
| Suwa-taisha                 | Suwa                        | Ichi-no-miya de la province de Shinano                                                                                           |
| Kamayama-jinja              | Wakayama                    | |
| Hakozaki-gū                 | Higashi-ku, Fukuoka         | Ichi-no-miya de la province de Chikuzen                                                                                          |
| Aso-jinja                   | Aso                         | Ichi-no-miya de la province de Higo                                                                                              |
| Taga-taisha                 | Taga, Shiga                 | |
| Kirishima-jingū             | Kirishima                   | |
| Chōsen-jingū                | Séoul, Korea                | À présent disparu |
| Ōmi-jingū                   | Ōtsu                        | |
| Gassan-jinja                | Tsuruoka                    | Un des trois monts Dewa |
| Meiji-jingū                 | Shibuya, Tokyo              | |
| Fujisan Hongū Sengen-taisha | Fujinomiya, Shizuoka        | Ichi-no-miya de la province de Suruga                                                                                            |
| Hiyoshi-taisha              | Ōtsu, Shiga                 | Un des vingt-deux sanctuaires |
| Takebe-taisha               | Ōtsu, Shiga                 | Ichi-no-miya de la province d'Ōmi                                                                                                |
| Kumano Hongū-taisha         | Wakayama                    | |
| Kumano Hayatama-taisha      | Shingū                      | |
| Niutsuhime-jinja            | Katsuragi, Wakayama         | Ichi-no-miya de la province de Kii                                                                                               |
| Fuyo-jinja                  | District de Buyeo, Corée    | À présent disparu |
| Kantō-jingū                 | Lüshunkou, Guandong         | À présent disparu |
| Nan'yō-jinja                | Koror, Palaos               | Amaterasu Ōmikami. Reliques sacrées et kamis sont évacués par sous-marin en 1944                                                 |

### Sanctuaires impériaux de2erang
Les sanctuaires impériaux de rang intermédiaire ou kanpei-chūsha (官幣中社) sont au nombre de 23.
| Nom                            | Emplacement             | Notes |
| ------------------------------ | ----------------------- | --- |
| Shiramine-jingū                | Kamigyō-ku, Kyoto       | Empereur Junnin (n.b. : élevé au rang de kanpei-taisha en 1940) |
| Akama-jingū                    | Shimonoseki, Yamaguchi  | Empereur Antoku (n.b. : élevé au rang de kanpei-taisha en 1940) |
| Minase-jingū                   | Shimamoto, Osaka        | Empereurs Go-Toba, Tsuchimikado et Juntoku (n.b. : élevé au rang de kanpei-taisha en 1940)                                                                                |
| Kamakura-gū                    | Kamakura                | Morinaga-shinnō |
| Iinoya-gū                      | Hamana-ku, Hamamatsu    | Munenaga-shinnō |
| Yatsushiro-no-miya             | Yatsushiro, Kumamoto    | Kanenaga-shinnō, Nganari-shinnō |
| Umenomiya-taisha               | Ukyō-ku, Kyoto          | Sakatoke-no-kami, Ōwakako-no-kami, Satatokeko-no-kami |
| Kibune-jinja                   | Sakyō-ku, Kyoto         | Kuraokami-no-kami |
| Ōharano-jinja                  | Nishikyō-ku, Kyoto      | Take-mikazuchi-no-mitoko, Iwainushi-no-mitoko, Hime-kami |
| Yoshida-jinja                  | Sakyō-ku, Kyoto         | Take-mikazuchi-no-mitoko, Iwainushi-no-mitoko, Hime-kami |
| Kitano Tenman-gū               | Kamigyō-ku, Kyoto       | Sugawara-no-Michizane |
| Tsukiyomi-jinja                | Unzen                   | Tsukiomi-no-mitoko |
| Kanasana-jinja                 | Kamikawa, Saitama       | Amaterasu Ōmikami, Susanoo-no-mikoto |
| Ikasuri-jinja                  | Chūō-ku, Osaka          | Ichi-no-miya de la province de Settsu |
| Hikosan-jingū                  | Soeda, Fukuoka          | |
| Yatsushiro-gū                  | Yatsushiro, Kumamoto    | |
| Kanegazaki-no-miya             | Tsuruga, Fukui          | Takangaga-shinno, Tsunenaga-shinnō |
| Dazaifu Tenman-gū              | Dazaifu, Fukuoka        | Sugawara-no-Michizane |
| Ikuta-jinja                    | Chūō-ku, Kobe           | Waka-hirume-no-mitoko |
| Nagata-jinja                   | Nagata-ku, Kobe         | Kotohshironushi-no-mitoko |
| Watatsumi-jinja (Tarumi-jinja) | Tarumi-ku, Kobe, Harima | Waka-hirume-no-mitoko |
| Ehikoyama-jinja                | Hikozan, Buzen          | Ame-no-Oshihone-no-mitoko (Ame-n-oshiho-mimi-no-mitoko) |
| Sumiyoshi-jinja                | Shimonoseki, Yamaguchi  | Ichi-no-miya de la province de Nagato ; l'aramitama de la déesse du Soleil Tsuki-sasaki-itsu-no-mitama-amasakaru-muka-tsu-hime-no-mitoko                                  |
| Kibitsu-jinja                  | Okayama                 | Ichi-no-miya de la province de Bitchū, ce temple conserve la plus longue ōdachi japonaise avec une longueur de 377 cm ; Ōkibitsu-hiko-no-mitoko, fils de l'empereur Korei |
| Kumano Nachi-taisha            | Nachikatsuura, Wakayama | Ichi-no-miya de la province de Kii ; Ketsumiko, Kumano Hayatama-no-kami, Kumano Fusumi-no-kami                                                                            |
| Itakeso-jinja                  | Wakayama                | Ōya-hiko-no-mitoko |
| Mikami-jinja                   | Yasu, Shiga             | Ame-no-mikage-no-mikoto |
| Tainan-jinja                   | Tainan, Taiwan          | À présent disparu ; prince Kitashirakawa Yoshihisa-no-mitoko |

### Sanctuaires impériaux de3erang
Les sanctuaires impériaux de rang inférieur ou kanpei-shōsha (官幣小社) sont au nombre de cinq.
| Nom                       | Emplacement         | Notes |
| ------------------------- | ------------------- | --- |
| Ōkunitama-jinja           | Fuchū, Tokyo        | Musashi-no-Ōkuni-tama-no-kami                                                                                      |
| Shigaumi-jinja            | Higashi-ku, Fukuoka | Uwatsutsunoo-no-mikoto, Kakatsutsunoo-no-mitoko, Sokotsutsunoo-no-mikoto                                           |
| Sumiyoshi-jinja (Fukuoka) | Hakata-ku, Fukuoka  | Ichi-no-miya de la province de Chikuzen ; Uwatsutsunoo-no-mikoto, Kakatsutsunoo-no-mitoko, Sokotsutsunoo-no-mikoto |
| Kamado-jinja              | Dazaifu, Fukuoka    | Tamayori-hime |
| Naminoue-gū               | Naha, Okinawa       | Ichi-no-miya de la Ryūkyū ; Hayatama-no-o, Izanami, Kotosaka-no-o-no-mikoto                                        |

### Autres sanctuaires impériaux
En plus des sanctuaires officiels du classement impérial, il y a aussi d'autres sanctuaires où sont vénérés les kamis des empereurs.
| Nom                            | Emplacement            | Notes                                               |
| ------------------------------ | ---------------------- | --------------------------------------------------- |
| Annei-tennō-sha                | Shirakashi, Yamato     | Empereur Annei                                      |
| Futarayama-jinja               | Utsunomiya, Shimotsuke | Toyoki-iri-hoko-no-mikoto, fils de l'empereur Sujin |
| Anaho-jinja                    | Anaho, Ōmi             | Empereur Keikō                                      |
| Hashirimizu-jinja              | Uraga, Sagami          | Ototachibana-hime, wife of Yamato-takeru-no-mikoto  |
| Uji-jinja                      | Uji, Yamashiro         | Uji-no-Waki-iratsuko-no-miko                        |
| Takatsu-no-miya                | Osaka, Settsu          | Empereur Nintoku                                    |
| Okenomiko                      | Takaichi, Yamato       | Empereur Kenzō                                      |
| O-hatsuse-waka-sasagi no-jinja | Takaichi, Yamato       | Empereur Buretsu                                    |
| Goryō-jinja                    | Ishiyama, Ōmi          | Empereur Kōbun                                      |
| Misu-jinja                     | Yokoōji, Yamashiro     | Empereur Temmu                                      |
| Sudō-jinja                     | Shūgaku-in, Yamashiro  | Prince Sawara (élevé à titre posthume, tennō Sudō)  |
| Seiwa-tennō-sha                | Saga, Yamashiro        | Empereur Seiwa                                      |
| Moriya-no-Yashino              | Karuma, Yamashiro      | Korenaga-shinnō, fils de l'empereur Montoku         |
| Suiten-gū                      | Kurume, Chikugo        | Empereur Antoku                                     |
| Fukuōji-no-jinja               | Hanazono, Yamashiro    | Hanshi-kōgō, impératrice consort de l'empereur Kōkō |
| Takakura-jinja                 | Umekura, Yamashiro     | Mochihito-ō, fils de l'empereur Go-Shirakawa        |
| Shishō-jinja                   | Totsugawa, Yamato      | Empereur Chōkei                                     |

## Lekokuhei-sha
Le kokuhei-sha (国幣社) identifie la hiérarchie des sanctuaires soutenus par l'État ayant une importance nationale. Les kami célébré dans les kokuheisha considérés bénéfiques plus localement

### Sanctuaires nationaux de1errang
Les sanctuaires nationaux les mieux classés ou kokuhei-taisha (国幣大) sont au nombre de six.
| Nom             | Emplacement     | Notes                                  |
| --------------- | --------------- | -------------------------------------- |
| Keta-taisha     | Hakui, Ishikawa | Ichi-no-miya de la province de Noto    |
| Nangū-taisha    | Tarui, Gifu     | Ichi-no-miya de la province de Mino    |
| Tado-taisha     | Kuwana, Mie     |                                        |
| Kumano-taisha   | Matsue, Shimane | Ichi-no-miya de la province d'Izumo    |
| Ōyamazumi-jinja | Imabari, Ehime  | Ichi-no-miya de la province d'Iyo      |
| Kōra-taisha-    | Kurume, Fukuoka | Ichi-no-miya de la province de Chikugo |

### Sanctuaires nationaux de2erang
Les sanctuaires d'importance nationale de classement intermédiaire ou kokuhei-chūsha (国幣中社) sont au nombre de 47.
| Nom                        | Emplacement              | Notes                                     |
| -------------------------- | ------------------------ | ----------------------------------------- |
| Hakodate Hachiman-gū       | Hakodate, Hokkaidō       |                                           |
| Shiogama-jinja             | Shiogama, Miyagi         | Ichi-no-miya de la province de Mutsu      |
| Chōkaisan Ōmonoimi-jinja   | Yuza, Yamagata           | Ichi-no-miya de la province de Dewa       |
| Tsutsukowake-jinja         | Tanagura, Fukushima      | Ichi-no-miya de la province de Mutsu      |
| Isasumi-jinja              | Aizumisato, Fukushima    | Ichi-no-miya de la province d'Iwashiro    |
| Futarasan-jinja            | Nikkō, Tochigi           | Ichi-no-miya de la province de Shimotsuke |
| Utsunomiya Futarasan-jinja | Utsunomiya, Tochigi      | Ichi-no-miya de la province de Shimotsuke |
| Ichinomiya Nukisaki-jinja  | Tomioka, Gunma           | Ichi-no-miya de la province de Kōzuke     |
| Ōarai Isozaki-jinja        | Ōarai, Ibaraki           |                                           |
| Sakatsura Isozaki-jinja    | Hitachinaka, Ibaraki     |                                           |
| Tamasaki-jinja             | Ichinomiya, Chiba        | Ichi-no-miya de la province de Kazusa     |
| Samukawa-jinja             | Samukawa, Kanagawa       | Ichi-no-miya de la province de Sagami     |
| Tsurugaoka Hachiman-gū     | Kamakura                 |                                           |
| Ichinomiya Asama-jinja     | Fuefuki, Yamanashi       | Ichi-no-miya de la province de Kai        |
| Ikushima Tarushima-jinja   | Ueda, Nagano             |                                           |
| yahiko-jinja               | Yahiko, Niigata          | Ichi-no-miya de la province d'Echigo      |
| Imizu-jinja                | Takaoka, Toyama          | Ichi-no-miya de la province d'Etchū       |
| Shirayamahime-jinja        | Hakusan, Ishikawa        | Ichi-no-miya de la province de Kaga       |
| Wakasahiko-jinja           | Obama, Fukui             | Ichi-no-miya de la province de Wakasa     |
| Masumida-jinja             | Ichinomiya, Aichi        | Ichi-no-miya de la province d'Owari       |
| Ōagata-jinja               | Inuyama, Aichi           |                                           |
| Aekuni-jinja               | Iga, Mie                 | Ichi-no-miya de la province d'Iga         |
| Izumo daijingu             | Kameoka, Kyoto           | Ichi-no-miya de la province de Tamba      |
| Komori-jinja               | Miyazu, Kyoto            | Ichi-no-miya de la province de Tango      |
| Izushi-jinja               | Toyooka, Hyōgo           | Ichi-no-miya de la province de Tajima     |
| Iwa-jinja                  | Shisō, Hyōgo             | Ichi-no-miya de la province de Harima     |
| Nakayama-jinja             | Tsuyama, Okayama         | Ichi-no-miya de la province de Mimasaka   |
| Ani-jinja                  | Okayama                  | Ichi-no-miya de la province de Bizen      |
| Hayatani-jinja             | Hatsukaichi, Hiroshima   |                                           |
| Ube-jinja                  | Tottori                  | Ichi-no-miya de la province d'Inaba       |
| Mizuwakasu-jinja           | Okinoshima, Shimane      | Ichi-no-miya de la province d'Oki         |
| Miho-jinja                 | Matsue, Shimane          |                                           |
| Tamanooya-jinja            | Hōfu, Yamaguchi          | Ichi-no-miya de la province de Suō        |
| Tamura-jinja               | Takamatsu, Kagawa        | Ichi-no-miya de la province de Sanuki     |
| Kotohira-gū                | Kotohira, Kagawa         |                                           |
| Isono-jinja                | Saijō, Ehime             |                                           |
| Inbe-jinja                 | Tokushima                |                                           |
| Ōasahiko-jinja             | Naruto, Tokushima        | Ichi-no-miya de la province d'Awa         |
| Tosa-jinja                 | Kōchi                    | Ichi-no-miya de la province de Tosa       |
| Nishimuta-jinja            | Ōita                     | Ichi-no-miya de la province de Bungo      |
| Tajima-jinja               | Karatsu, Saga            |                                           |
| Sumiyoshi-jinja            | Iki, Nagasaki            |                                           |
| Watasumi-jinja             | Tsushima, Nagasaki       | Ichi-no-miya de la province de Tsushima   |
| Chinzei-taisha Suwa-jinja  | Nagasaki                 |                                           |
| Nitta-jinja                | Satsumasendai, Kagoshima | Ichi-no-miya de la province de Satsuma    |

### Sanctuaires nationaux de3erang
Les sanctuaires d'importance nationale et de rang inférieur ou kokuhei-shōsha (国幣小社) sont au nombre de 50.
| Nom                    | Emplacement            | Notes                                   |
| ---------------------- | ---------------------- | --------------------------------------- |
| Iwakiyama-jinja        | Hirosaki, Aomori       | Ichi-no-miya de la province de Tsugaru  |
| Koshiō-jinja           | Akita                  |                                         |
| Komagata-jinja         | Ōshū                   | Ichi-no-miya de la province de Rikuchū  |
| Dewa-jinja             | Tsuruoka, Yamagata     | Un des Dewa sanzan                      |
| Yudonosan-jinja        | Tsuruoka, Yamagata     | Un des Dewa sanzan                      |
| Chichibu-jinja         | Chichibu, Saitama      | Ichi-no-miya de la province de Chichibu |
| Hakone-jinja           | Hakone, Kanagawa       |                                         |
| Oguni-jinja            | Mori, Shizuoka         | Ichi-no-miya de la province de Tōtōmi   |
| Shizuoka Sengen-jinja  | Aoi-ku, Shizuoka       |                                         |
| Izusan-jinja           | Atami, Shizuoka        |                                         |
| Togakushi-jinja        | Nagano                 |                                         |
| Hotaka-jinja           | Azumino, Nagano        |                                         |
| Watatsu-jinja          | Sado, Niigata          | Ichi-no-miya de la province de Sado     |
| Takase-jinja           | Nanto, Toyama          | Ichi-no-miya de la province d'Etchū     |
| Oyama-jinja            | Tateyama, Toyama       | Ichi-no-miya de la province d'Etchū     |
| Sugōisobe-jinja        | Kaga, Ishikawa         |                                         |
| Tsurugi-jinja          | Echizen, Fukui         |                                         |
| Minashi-jinja          | Takayama, Gifu         | Ichi-no-miya de la province de Hida     |
| Inaba-jinja            | Gifu                   |                                         |
| Toga-jinja             | Toyokawa, Aichi        | Ichi-no-miya de la province de Mikawa   |
| Tsushima-jinja         | Tsushima, Aichi        |                                         |
| Owari Ōkunitama-jinja  | Inazawa, Aichi         |                                         |
| Kibitsuhiko-jinja      | Okayama                | Ichi-no-miya de la province de Bizen    |
| Kibitsu-jinja          | Fukuyama, Hiroshima    | Ichi-no-miya de la province de Bingo    |
| Nunakuma-jinja         | Fukuyama, Hiroshima    |                                         |
| Ōgamiyama-jinja        | Yonago, Tottori        |                                         |
| Shitori-jinja          | Yurihama, Tottori      | Ichi-no-miya de la province de Hōki     |
| Hinomisaki-jinja       | Izumo, Shimane         |                                         |
| Mononobe-jinja         | Ōda, Shimane           | Ichi-no-miya de la province d'Iwami     |
| Susa-jinja             | Izumo, Shimane         |                                         |
| Sada-jinja             | Matsue, Shimane        |                                         |
| Iminomiya-jinja        | Shimonoseki, Yamaguchi |                                         |
| Chiriku Hachiman-jinja | Miyaki, Saga           | Ichi-no-miya de la province de Buzen    |
| Yusuhara Hachiman-gū   | Oita                   | Ichi-no-miya de la province de Bungo    |
| Fujisaki Hachiman-gū   | Kumamoto               |                                         |
| Tsuno-jinja            | Tsuno, Miyazaki        | Ichi-no-miya de la province de Hyūga    |
| Hirakiki-jinja         | Ibusuki, Kagoshima     | Ichi-no-miya de la province de Satsuma  |
| Keijo-jinja            | Séoul, Corée           | Disparu                                 |
| Ryūtōzan-jinja         | Busan, Corée           | Disparu                                 |
| Taikyu-jinja           | Daegu, Corée           | Disparu                                 |
| Heijō-jinja            | Pyongyang, Corée       | Disparu                                 |
| Kōshū-jinja            | Gwangju, Corée         | Disparu                                 |
| Kōgen-jinja            | Chuncheon, Corée       | Disparu                                 |
| Zenshū-jinja           | Jeonju, Corée          | Disparu                                 |
| Kankō-jinja            | Hamhung, Corée         | Disparu                                 |
| Shinchiku-jinja        | Hsinchu, Taiwan        | Disparu                                 |
| Taichu-jinja           | Hsinchu, Taiwan        | Disparu                                 |
| Kagi-jinja             | Chiayi, Taiwan         | Disparu                                 |

## Source de la traduction
- (en) Cet article est partiellement ou en totalité issu de l’article de Wikipédia en anglais intitulé « Modern system of ranked Shinto Shrines » (voir la liste des auteurs).